# Museum für Kindheits- und Jugendwerke bedeutender Künstler
Das Museum für Kindheits- und Jugendwerke bedeutender Künstler in Halle (Westf.) stellt Werke von bedeutenden Künstlern aus, die diese in ihrer Kindheit und Jugend erstellt haben. Es befindet sich in privater Trägerschaft und ist das einzige Museum dieser Art weltweit.

## Architektur
Das Museumsräume befinden sich in einem Bruchsteingebäude am historischen Kirchplatz im sogenannten Haller Herz. Das Gebäude datiert auf das Jahr 1246 zurück und gilt als ältestes Gebäude der Stadt.

## Ausstellungen
Zu den in der Dauerausstellung gezeigten Künstlern zählen August Macke, Franz Radziwill, Friedrich Karl Gotsch,
dem Hölzel-Kreis, Ernst Ludwig Kirchner, Pablo Picasso, Otto Dix, Hannah Höch, Paula Modersohn-Becker, Emil Nolde und Albrecht Dürer.
In unregelmäßigen Intervallen werden Sonderausstellungen gezeigt. Diese vergleichen oft Früh- mit Erwachsenenwerken des gleichen Künstlers oder mit normalen Kinderarbeiten.